# Mapa Dymaxion

Mapa Dymaxion desplegado buscando las masas de tierra contiguas.

Mapa Dymaxion con los nombres y fronteras de los países.

Mapa Dymaxion doblado para formar un icosaedro

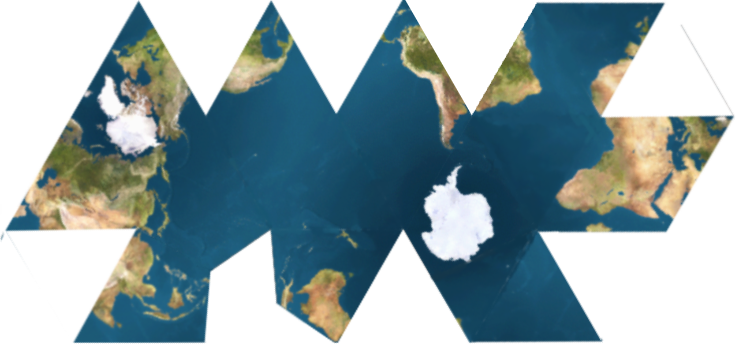
Esta red muestra océanos conectados rodeando la Antártida.

El mapa Dymaxion o proyección de Fuller de la Tierra es una proyección de un mapamundi en la superficie de un poliedro que puede desplegarse en una red de muchas formas diferentes y aplanarse para formar un mapa bidimensional que retiene la mayor parte de la integridad proporcional relativa del mapa del globo. Fue creado por Buckminster Fuller, quien lo patentó en 1946. En la patente la proyección mostrada es sobre un cuboctaedro. La versión de 1954 publicada por Fuller con el título The AirOcean World Map empleaba un icosaedro ligeramente modificado pero casi completamente regular como base para la proyección, versión más conocida en la actualidad. El nombre Dymaxion se aplicó a muchas invenciones de Fuller.
A diferencia de la mayoría de proyecciones, el Dymaxion está concebido sólo para representar el globo entero.

## Propiedades
Fuller aseguró que su mapa tenía muchas ventajas sobre otras proyecciones de superficies geográficas.
Tiene menos distorsión del tamaño relativo de las regiones, especialmente si se lo compara con la proyección de Mercator y menos distorsión de las formas, particularmente cuando se lo compara con la proyección Gall-Peters.
Un rasgo distintivo del Dymaxion es que no tiene una dirección que vaya arriba. Fuller dijo frecuentemente que en el universo no hay «arriba» y «abajo» ni «norte» y «sur»: sólo «dentro» y «fuera». Las fuerzas gravitacionales de las estrellas y los planetas crean «dentro», que significa «hacia el centro gravitacional» y «fuera» que significa «lejos del centro gravitacional». Asoció la representación de los mapas habituales con el norte arriba y el sur abajo al sesgo cultural. Hay que destacar que hay otras proyecciones geométricas que no tienen el norte arriba.
No hay una orientación «correcta» del mapa Dymaxion. Desplegar las caras triangulares del icosaedro resulta en una red que muestra masas de tierra casi contiguas que comprenden los continentes de la tierra, y no grupos de continentes divididos por océanos. Si se despliega de otra forma se muestra el mundo dominado por una masa de agua conexa rodeada de tierra.

## Impacto
Una pintura de 1967 de Jasper Johns muestra un mapa Dymaxion. «Map (Based on Buckminster Fuller's Dymaxion Airocean World)» se encuentra en la colección permanente del Museo Ludwig de Colonia (Alemania).